# Fataluku (lud)
Fataluku, także: Dagada (Dagoda)  – lud zamieszkujący północno-wschodnią część Timoru Wschodniego. Ich populacja wynosi ok. 10 tys. osób.
Ich głównym językiem jest język fataluku z rodziny transnowogwinejskiej. Posługują się także językiem tetum oraz indonezyjskim. Wyznają wierzenia tradycyjne oraz katolicyzm. Są wewnętrznie zróżnicowani, dzielą się na szereg grup subetnicznych. Pod względem kulturowym nie są zasadniczo odrębni od sąsiednich ludów austronezyjskich . Lokalna tradycja głosi, że przybyli na Timor z wysuniętych na wschód wysp Kei.
Rodzima nazwa tej grupy etnicznej to „Fataluku”. Określenie „Dagada” to prawdopodobnie nazwa pochodzenia obcego.
Tradycyjne zajęcia Fataluku to m.in. uprawa roli (uprawa ryżu, kukurydzy, roślin korzeniowych i bulwiastych, roślin strączkowych), hodowla zwierząt (bawoły, konie, świnie, kozy, kury) oraz rzemiosło (kowalstwo, tkactwo, plecionkarstwo).
Organizacja społeczna ma charakter patrylinearny. Poligynia jest powszechna.